# Lithacodia macrouncina
Lithacodia macrouncina är en fjärilsart som beskrevs av Emilio Berio 1976/77. Lithacodia macrouncina ingår i släktet Lithacodia och familjen nattflyn. Inga underarter finns listade i Catalogue of Life.